# 永遠的尹雪艷
《永遠的尹雪艷》是2013年5月4日於上海文化廣場首演的吳語話劇，改編自白先勇小說集《台北人》短篇小說〈永遠的尹雪艷〉。

## 登場人物[3]
- 黃麗婭 飾演尹雪艷
- 胡歌 飾演徐壯圖[5]
- 黃浩 飾演王貴生
- 梁偉平 飾演洪處長